# Anna von Lichtenberg

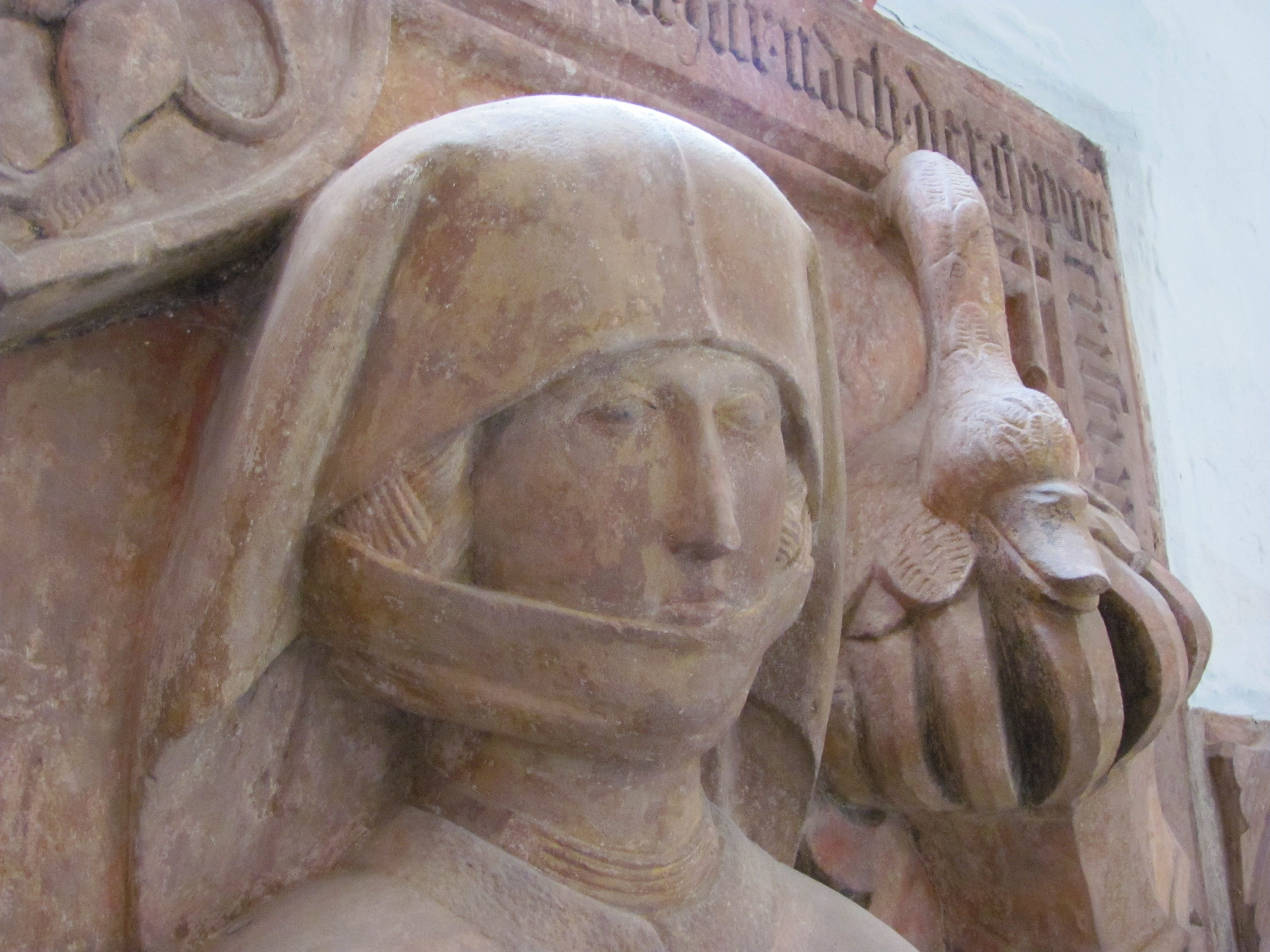
Anna von Lichtenberg auf ihrem Epitaph in der Stadtkirche von Babenhausen

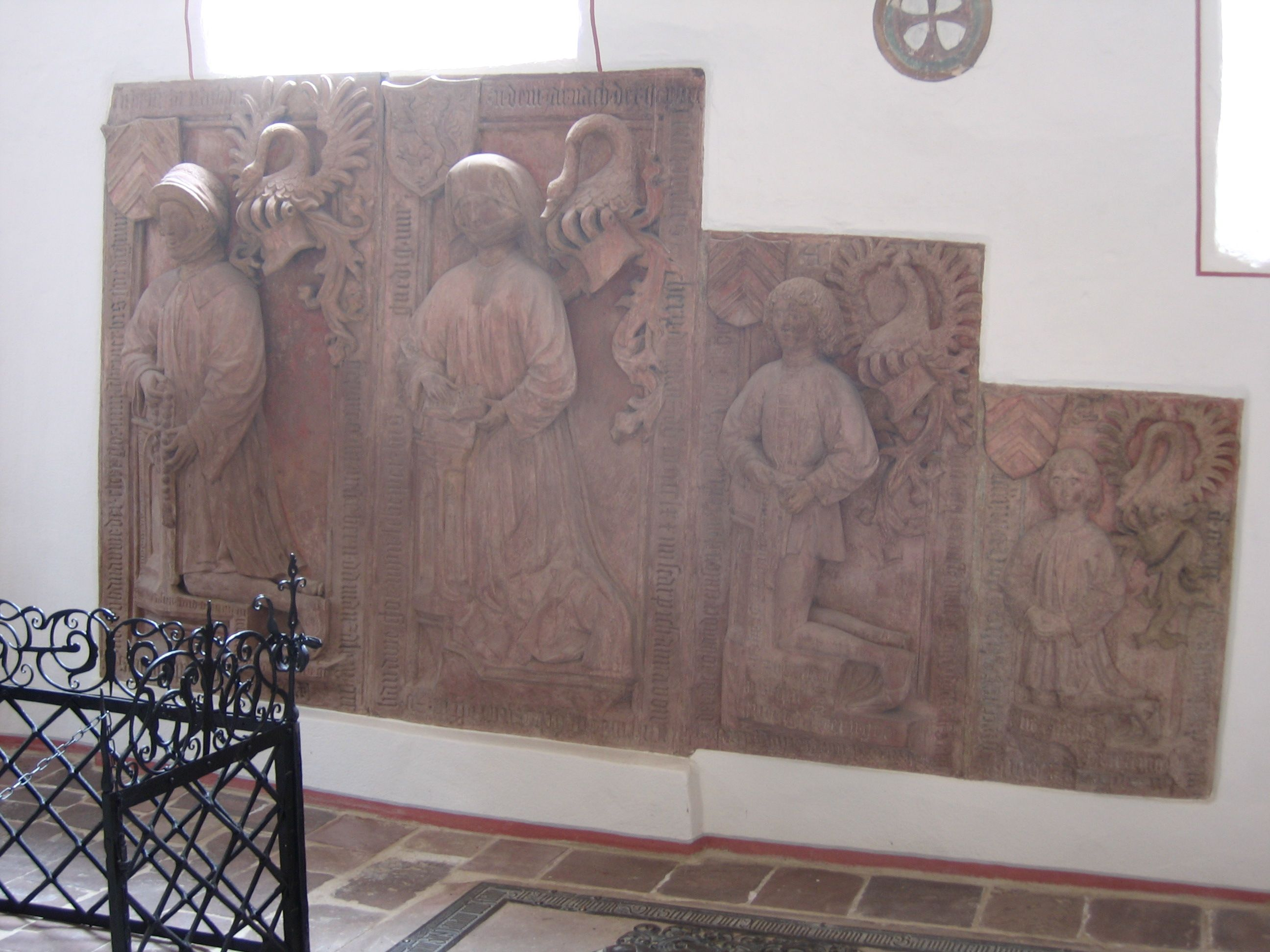
Epitaphien von Philipp I., dem Älteren, von Hanau-Lichtenberg, seiner Frau, Anna von Lichtenberg, und deren Söhnen Johann und Dieter in der Stadtkirche Babenhausen (Hessen)

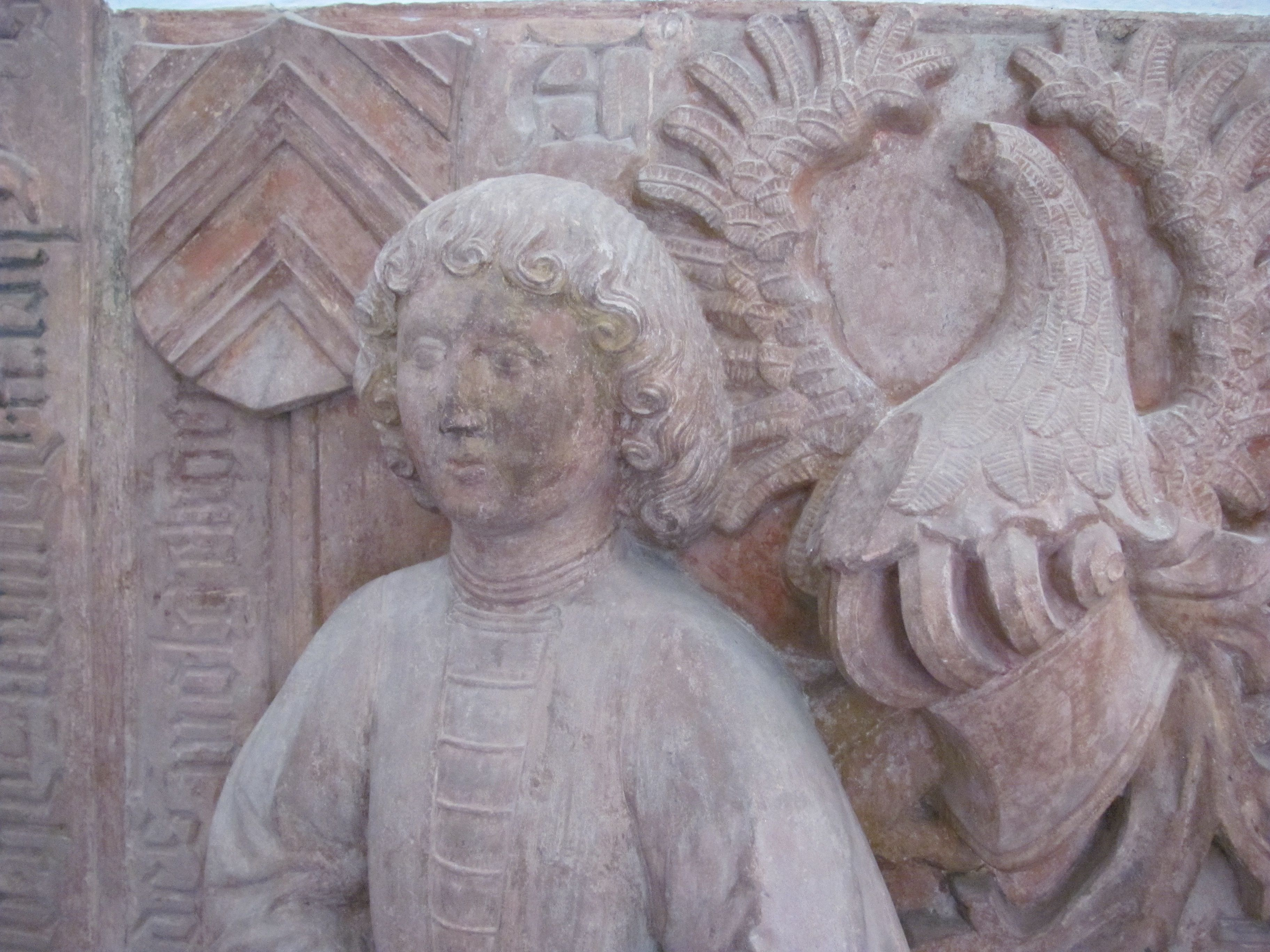
Graf Johann von Hanau-Lichtenberg

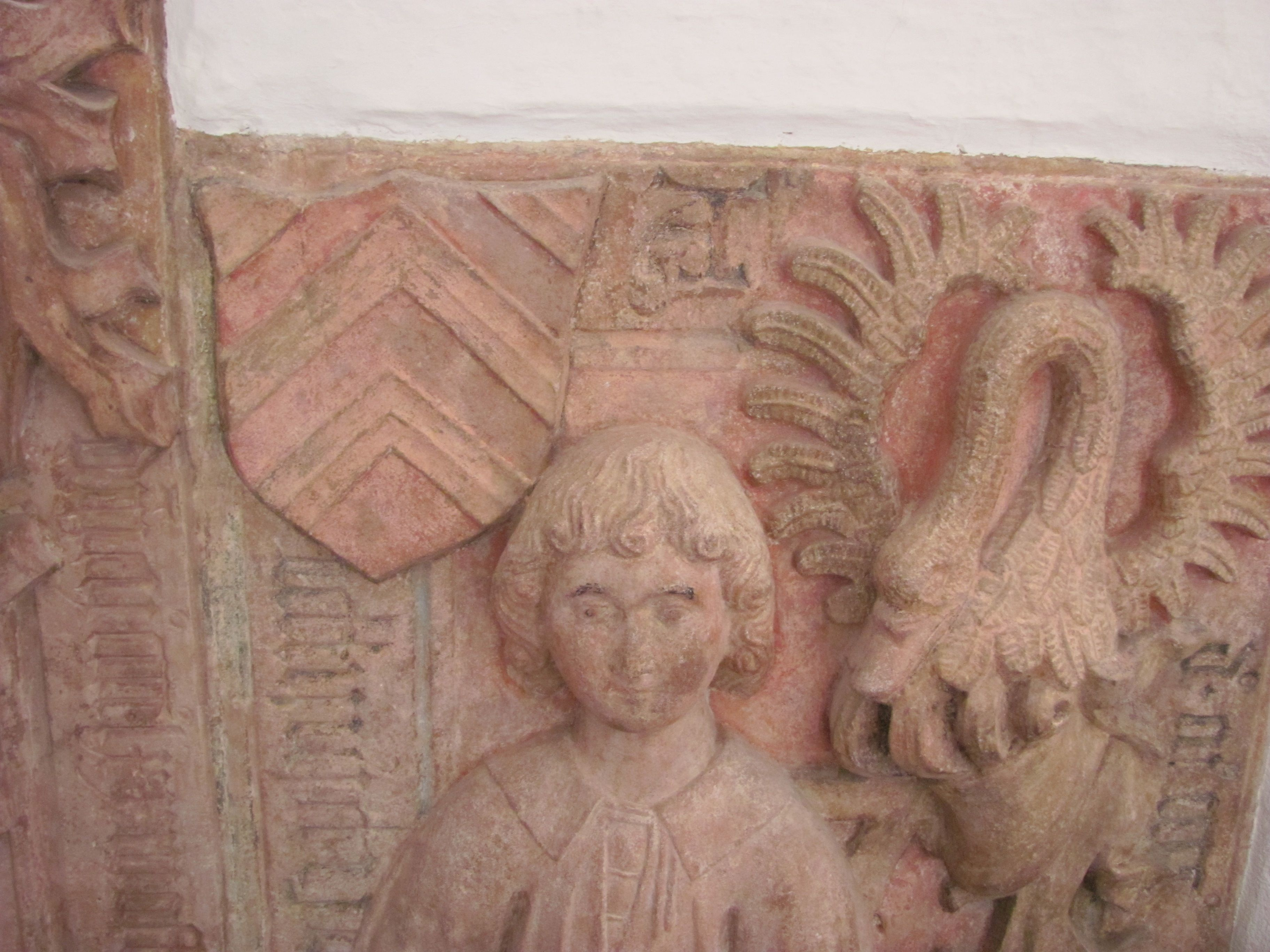
Graf Dieter von Hanau-Lichtenberg

Anna von Lichtenberg (* 25. Oktober 1442 in Lichtenau; † 24. Januar 1474) war Erbtochter der Herrschaft Lichtenberg, eine Tochter Ludwig V. von Lichtenberg und der Elisabeth von Hohenlohe-Weikersheim und mütterlicherseits eine Enkelin der Elisabeth von Hanau († 1495). Anna war seit dem 3. September 1458 mit Graf Philipp I., dem Älteren, von Hanau-Babenhausen verheiratet.

## Familie
Aus der Ehe gingen hervor:
1. Johann (* ca. 1460; † 4. September 1473), bestattet in der Stadtkirche St. Nikolaus in Babenhausen
2. Philipp II. (* 31. Mai 1462 in Hanau; † 22. August 1504 in Babenhausen)
3. Margarethe (* 15. Mai 1463, Lichtenberg; † 26. Mai 1504), verheiratet mit Graf Adolf III. von Nassau-Idstein-Wiesbaden
4. Ludwig von Hanau-Lichtenberg (* 23. August 1464; † 30. Dezember 1484, Trient)
5. Anna († 1491), Nonne im Kloster Marienborn
6. Dieter (ca. 1468; † 25. Februar 1473[2]), bestattet in der Stadtkirche St. Nikolaus in Babenhausen. Von ihm gibt es – neben seinem Epitaph in der Stadtkirche Babenhausen – noch eine Darstellung auf einem Buntglasfenster aus der Totenkapelle seines Großvaters, Ludwigs V. von Lichtenberg, das sich heute im Badischen Landesmuseum in Karlsruhe befindet.[3]
7. Albrecht (* vor 1474; † 24. Juni 1491), bestattet in Buchsweiler

## Tod
Anna starb 1474 und ist in der Stadtkirche St. Nikolaus in Babenhausen zusammen mit ihrem Mann und ihren beiden früh verstorbenen Söhnen, Johannes und Dieter, beigesetzt. Grabplatten und Epitaphien sind dort in situ erhalten. Darüber hinaus sind weitere Darstellungen von ihr erhalten: Auf den St. Adelphus-Teppichen, die in der Peter und Paulskirche in Neuwiller-lès-Saverne im Elsass aufbewahrt werden, und auf einem Buntglasfenster aus der Totenkapelle, ihres Vaters, Ludwig V., aus der gleichen Kirche, das sich heute im Badischen Landesmuseum befindet.

## Lichtenberger Erbschaft
1480 erbte ihr Mann, vermittelt durch sie, für die gemeinsamen Kinder von ihrem kinderlos verstorbenen Onkel, Jakob von Lichtenberg, zusammen mit ihrer Schwester, die mit Graf Simon IV. Wecker von Zweibrücken verheiratet war, je zur Hälfte die größtenteils im Elsass gelegene Herrschaft Lichtenberg. Dieser territoriale Zugewinn ließ aus der bis dahin bescheidenen Grafschaft Hanau-Babenhausen ein ansehnliches Territorium werden, das künftig unter dem Namen Grafschaft Hanau-Lichtenberg geführt wurde.